# مصطفى خوجة
مصطفى خوجة أصله من القرج، توفي عن سن متقدمة يوم 22 جمادى الثانية 1215 هـ -12 أكتوبر 1800 م، سياسي تونسي تولى أهم وزارة في عهد حمودة باشا، وكان قبل ذلك مربيا ومعلما له.

## أصوله
ينحدر مصطفى خوجة من جورجيا، وقد جيء به صغيرا إلى علي باشا من العاصمة العثمانية إستانبول حوالي عام 1730، ثم بعد زوال دولته وعودة أبناء حسين بن علي إلى الحكم عام 1756، أقام بالمدرسة الباشية التي أنشأها علي باشا قرب جامع الزيتونة بتونس، وخصصها لطلبة المذهب الحنفي، وتعلم في هذه الفترة مبادئ العلوم، "سادا رمقه بصناعة تسفير الكتب" كما يقول أحمد بن أبي الضياف ، ثم اصطفاه علي باي الثاني لخدمته  "ورأى منه النجابة والأمانة والوقار.

## مساره
كلفه علي باي بالإشراف على أمواله، إذ عينه خزندارا خاصا له، ولعل الأهم من ذلك أنه أولاه تربية ابنه حمودة باشا إلى جانب مرب آخر هو المؤرخ حمودة بن عبد العزيز، ثم زوّجه ابنته الكبرى التي توفيت عام 1777، فزوجه من ابنته الصغرى خديجة وبقي هكذا مرتبطا بالعائلة الحسينية. وكان حمودة باشا في فترة ولايته للعهد (1777-1782 يحيل إليه الأمور الهامة للنظر فيها  وعندما توفي علي باي كان هو في رحلة الحج، وقد أبقاه حمودة باشا في الوزارة الأولى مستفيدا من خبرته وحنكته  ومما يدل على أنه كان يستثيقه، أنه عندما خرج هو أي الباي في محلة عام 1784 متوجها إلى داخل البلاد، استبقاه في العاصمة لينوبه في الحكم، وفي العام 1794 عيّنه على رأس الحملة التي وجهها إلى طرابلس انتصارا لعائلة القرمانلي. إلا أن ذلك لا يخفي أن الخلاف بدأ يظهر بين حمودة باشا ومصطفى خوجة حتى أن هذا الأخير أفصح عام 1789 عن استعداده للتخلي عن جميع نشاطاته الرسمية ، غير أن الباي لم يبعده وبقي وزيرا أول له إلى وفاته. وفي عهد وزارته بلغت الإيالة التونسية أوج ازدهارها واستقرارها، وتخلصت من الهيمنة التي كان يسلطها عليها حكام الجزائر العثمانيين. أما في أعلى السلطة فقد برز نجم يوسف صاحب الطابع الذي سيتولى بعده الوزارة الأولى.

## شهادة
يقول عنه ابن أبي الضياف: «وكان خيرا عفيفا متأنيا في موضع التأني، قوي الفكر سليم الصدر مأمون الغيبة، منصفا من نفسه، متواضعا وفي العهدة مقتصدا بعيدا عن السرف. وكان سيق النفس، بعيدا عن المداهنة، لا يكاد يتجاوز، ولا يعقب لذلك حقه، وأهل عصره يتجاوزون له ذلك، ويتحملونه احتمال الأبناء من الآباء، سريرة طيبة ألبسه الله رداءها قليل الفصاحة في الخطاب وإن كان المقصود منه الفعال لا تزيين المقال» ابن أبي الضياف.

## إشارات مرجعية
1. ↑  ابن أبي الضياف، الإتحاف، تونس 1990، ج 7، ص 38-39
2. ↑  رشاد الإمام، سياسة حمودة باشا في تونس 1782-1814، منشورات الجامعة التونسية، تونس 1980، ص 105
3. ↑  ابن أي الضياف، الإتحاف، نفس المصدر
4. ↑  رشاد الإمام، المصدر نفسه، ص 107
5. ↑  رشاد الإمام، المصدر نفسه، ص 106
6. ↑  المصدر نفسه، ص 110
7. ↑  المصدر نفسه، ص 113
8. ↑  الإتحاف، نفس المصدر، ص 39

| سبقه رجب خزندار | وزير أول (تونس) 1782 -1800- | تبعه يوسف صاحب الطابع |